# Olympische Sommerspiele 2024/Radsport – Straßenrennen (Männer)
Das Straßenrennen der Männer bei den Olympischen Spielen 2024 in Paris fand am 3. August 2024 statt.

## Streckenverlauf
Der Streckenverlauf wurde Anfang Juli 2023 bekanntgegeben. Mit 273 km war es der bis dahin längste der olympischen Geschichte. Das Rennen wurde an den Jardins du Trocadéro gestartet, die während der Olympischen Spiele mit einem temporären Stadion überbaut worden waren. Nach einer Schleife durch den Südosten von Paris verließen die Fahrer die Stadtgrenze an der Porte de Châtillon und begaben sich in Richtung Versailles. Es folgte eine rund 180 km lange Schleife durch die Yvelines, auf der unter anderem die Schlösser von Versailles und von Saint-Germain-en-Laye passiert wurden, ebenso das Vélodrome National in Saint-Quentin-en-Yvelines, Austragungsort der Wettbewerbe im Bahnradsport, und die ehemaligen Klöster Port-Royal und Vaux-de-Cernay. Die zweite Hälfte der Schleife fand rund um das Vallée de Chevreuse statt und nahm viele Elemente auf, die üblicherweise zu Beginn von Paris–Nizza Verwendung finden. Auf der Höhe der Côte de Châteaufort wurde das Denkmal für Jacques Anquetil passiert, bevor es zurück nach Paris ging.
Der Parcours beinhaltete 2.800 Höhenmeter an Steigungen. Außerhalb von Paris standen zehn benannte sowie zahlreiche kleinere, unbenannte Côtes auf dem Programm. Die letzten 50 Kilometern spielten sich auf der Rive Droite von Paris ab. Zweimal wurde ein Rundkurs durchlaufen mit den Steigungen auf den Montmartre, des Boulevard Sérurier und der Rue du Faubourg-du-Temple. Nach dem dritten Anstieg auf den Montmartre ging es zurück zur Seine und zum Ausgangsort des Rennens.

## Titelträger
| Olympiasieger | Richard Carapaz      | Tokio 2020   |
| Weltmeister   | Mathieu van der Poel | Glasgow 2023 |

## Ereignisse im Vorfeld
Die Qualifikation für den Wettkampf richtete sich hauptsächlich nach der Nationen-Weltrangliste am Ende der Straßensaison 2023, einige Plätze wurden auch über die Straßenradsport-Weltmeisterschaften 2023 sowie die kontinentalen Meisterschaften jenes Jahres vergeben. Der durch Russland qualifizierte Quotenplatz wurde durch eine Kommission des IOC besetzt, die dafür den als Rundfahrer bekannten Alexander Wlassow aussuchte. Wlassow lehnte denn auch ab, da der Parcours nicht zu ihm passe. An seiner Stelle akzeptierte Gleb Syriza die Einladung und nahm als „individueller neutraler Athlet“ teil.
Tadej Pogačar sagte nach seinem Sieg in der Tour de France 2024 aus Ermüdung und wegen interner slowenischer Querelen ab. Lucas Plapp konnte nach seiner schweren Verletzung im olympischen Einzelzeitfahren nicht antreten und wurde durch Ben O’Connor ersetzt. Auch Michał Kwiatkowski und Stefan Bissegger traten nach dem Einzelzeitfahren nicht nochmal an, Stanisław Aniołkowski bzw. Marc Hirschi nahmen ihre Plätze ein. Der Olympiasieger von Tokio, Richard Carapaz, stand nicht am Start, da der ecuadorianische Verband seinen einzigen Startplatz an Jhonatan Narváez vergeben hatte.
Als wichtigste Favoriten wurden der Weltmeister Mathieu van der Poel sowie die beiden Belgier Remco Evenepoel und Wout van Aert genannt, daneben Mads Pedersen, Biniam Girmay, Thomas Pidcock oder Michael Matthews; auch den französischen Fahrern wurden Chancen eingeräumt. Da die Strecke einerseits sehr lang war und andererseits das Starterfeld im Vergleich zu 2021 massiv reduziert worden war, mit maximal vier Fahrern pro Nation, war allerdings fraglich, ob die größeren Nationen das Rennen zugunsten der Favoriten kontrollieren würden können, womit auch ein Außenseitersieg in Betracht kam. Bei diesen Überlegungen kam auch zur Sprache, dass die Teams sich im Gegensatz zu üblichen Profi-Rennen nicht per Funk untereinander verständigen durften.

## Rennverlauf

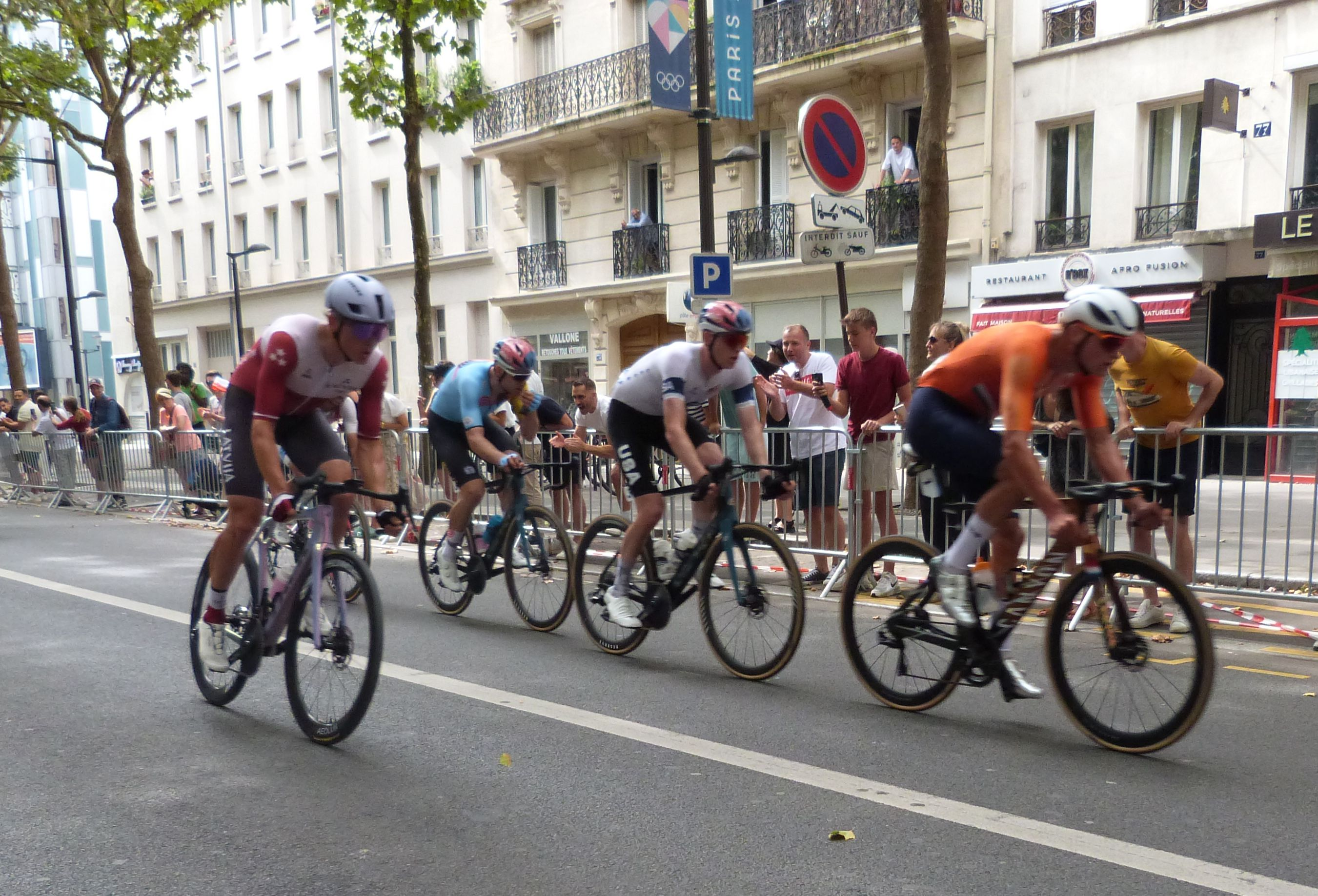
Von links nach rechts: Skujiņš, Alaphilippe (verdeckt), van Aert, Jorgenson und van der Poel bei ihrer erfolglosen Gegenattacke

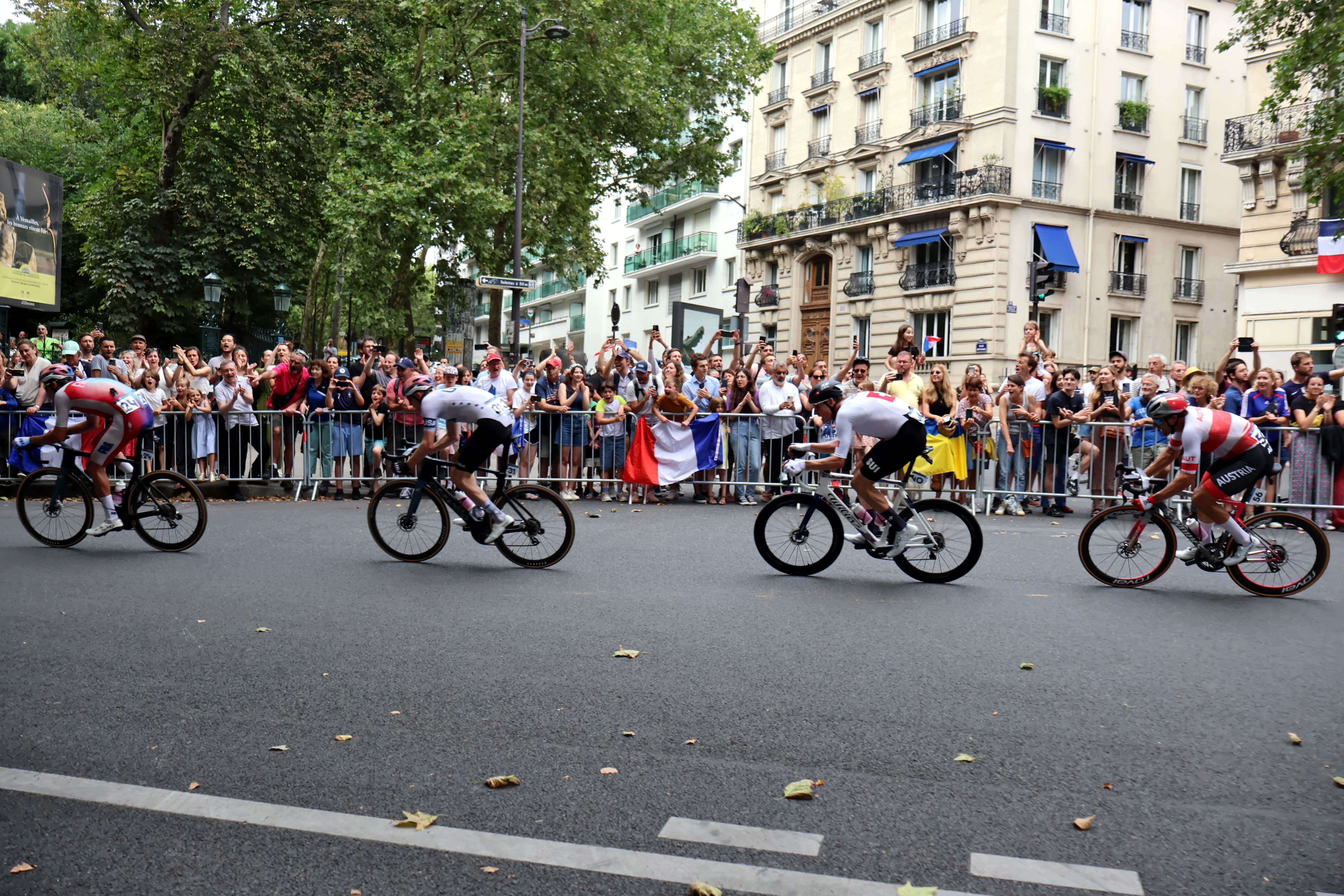
Von links nach rechts: Laporte, Jorgenson, Küng und Haller in der Verfolgergruppe

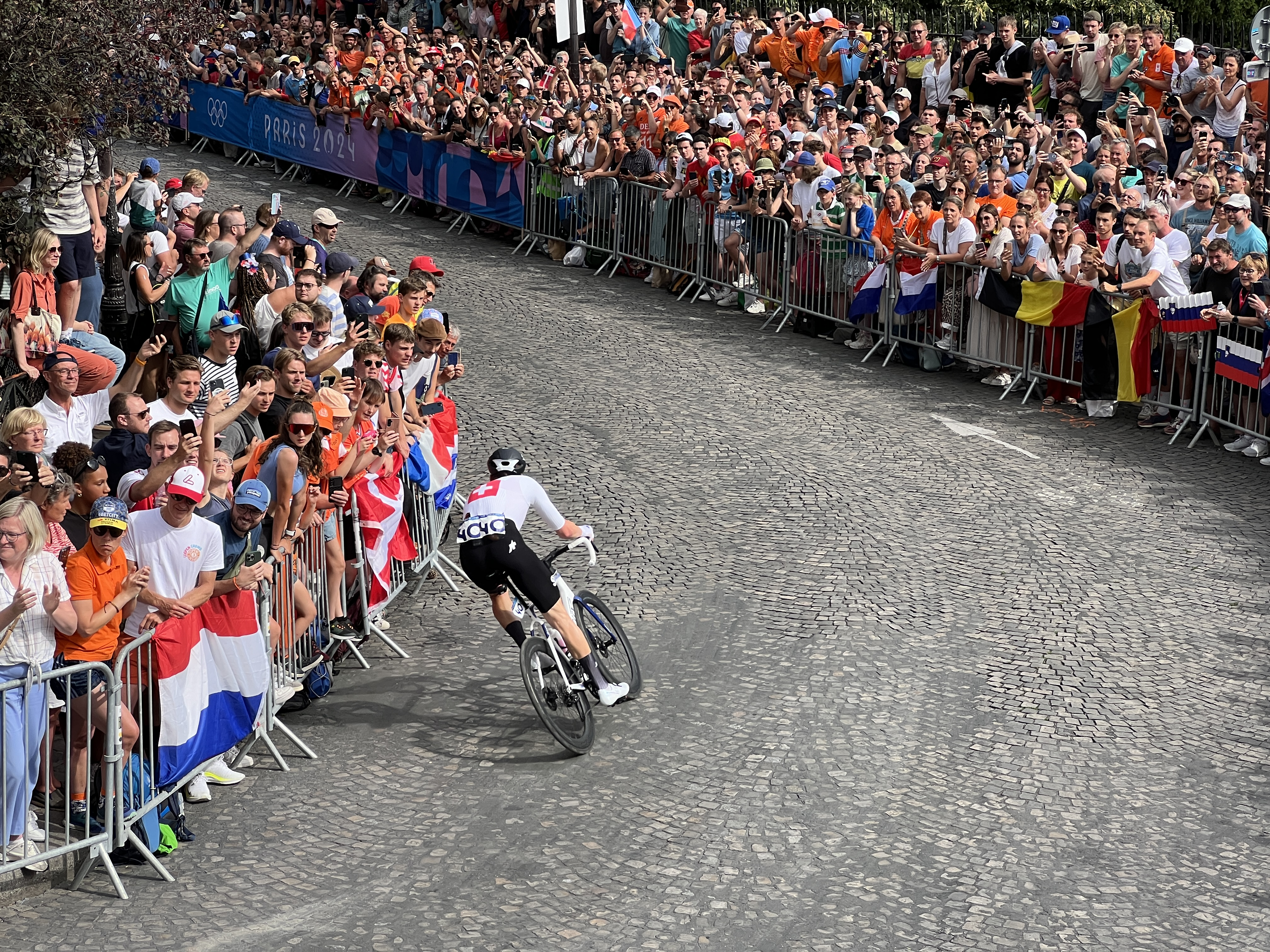
Stefan Küng zwischen den Menschenmassen auf dem Montmartre

Das Rennen begann um 11 Uhr und fand bei sonnigen und warmen Bedingungen statt. Das Szenario eines unkontrollierten Rennens blieb zunächst aus, es bildete sich eine Spitzengruppe mit den fünf Außenseitern Thanakhan Chaiyasombat, Charles Kagimu, Achraf Ed Doghmy, Christopher Rougier-Lagane und Eric Manizabayo, den jeweils einzigen Vertretern ihres Landes; sie erhielten bis zu 15 Minuten Vorsprung. Es dauerte rund 80 Kilometer, bis sich auch im Feld etwas tat, es löste sich eine Vierergruppe bestehend aus Ryan Mullen, Elia Viviani, Georgios Bouglas und Gleb Syriza. Diese schloss etwa 70 Kilometer später zur Spitzengruppe auf, die sich unter dem höheren Tempo nach und nach auflöste.
An der Steigung von Saint-Rémy-lès-Chevreuse lösten sich Ben Healy und Alexei Luzenko ihrerseits vom Feld und schlossen eingangs von Versailles zu Mullen auf, der als einziger aus der Spitzengruppe verblieben war. Das geschlossene Peloton lag freilich zu diesem Zeitpunkt nur noch zehn Sekunden zurück, schloss aber die Lücke nicht, und Mullen setzte seine verbliebenen Kräfte ein, um seinem Landsmann Healy wieder einen größeren Vorsprung zu verschaffen, bevor er selbst zurückfiel. Eingangs von Paris bildete sich eine kleine Verfolgergruppe mit Nils Politt, Valentin Madouas, Michael Woods, Fred Wright, Stefan Küng, Sainbajaryn Dschambaldschamts und Marco Haller. Im Peloton gab es keine Reaktion, und nur Tiesj Benoot versuchte, den Rückstand zugunsten Belgiens in Grenzen zu halten.
Bei der Überquerung der Seine, 50 Kilometer vor dem Ziel, betrug der Vorsprung Healys und Luzenkos rund 15 Sekunden vor den Verfolgern, das Peloton lag eine weitere Minute zurück, während Mads Pedersen und Matej Mohorič nach Pannen wieder um Anschluss rangen. Während der ersten Überquerung des Montmartre fielen Luzenko und Dschambaldschamts zurück, und einer Tempoverschärfung durch Mathieu van der Poel aus dem Feld heraus konnte zunächst nur Wout van Aert folgen; in der Abfahrt gesellten sich noch Matteo Jorgenson, Toms Skujiņš und Julian Alaphilippe zu dem Duo. Obwohl diese starke Gruppe gut zusammenzuarbeiten schien, gewann sie nicht recht an Boden und wurde insbesondere durch den Einsatz von Mads Pedersen wieder eingeholt. Diesen Moment nutzte Remco Evenepoel für eine Attacke; er überbrückte die nur noch kurze Lücke zur Verfolgergruppe, setzte sich an deren Spitze und fuhr sie an den allein in Front liegenden Healy heran. Im verbliebenen Feld mühte sich Dylan van Baarle, den Rückstand zugunsten van der Poels zu begrenzen, erhielt jedoch keine Hilfe von anderen Teams und konnte gegen den Einzelzeitfahr-Olympiasieger im Fernduell wenig ausrichten.
Am Fuße des Montmartre betrug der Vorsprung der Spitzengruppe, die sich unter Evenepoels Tempo reduziert hatte, bereits 45 Sekunden. Nach dem neuerlichen Anstieg hatte der Belgier nur noch Madouas an seinem Hinterrad, Healy, Küng und Haller bildeten eine zweite Gruppe. Van der Poel attackierte erneut aus dem Feld, und wiederum konnte ihm nur van Aert folgen, der nun aber zugunsten Evenepoels die Mitarbeit verweigerte. Van der Poel stellte seine aussichtslos gewordenen Bemühungen ein, und Christophe Laporte sowie Matteo Jorgenson nutzen die Gelegenheit, ihrerseits zur langsamer werdenden zweiten Gruppe aufzuschließen. Als Evenepoel auf der Rue du Faubourg du Temple auch noch Madouas abschüttelte, war das Rennen entschieden. Evenepoels Vorsprung wuchs kontinuierlich, so dass ihm auch eine Reifenpanne im Hof des Louvre, vier Kilometer vor dem Ziel, nichts mehr anhaben konnte. Er gewann eine Woche nach dem olympischen Einzelzeitfahren auch das Straßenrennen und war nicht nur der jüngste Olympiasieger dieses Wettbewerbs, sondern auch der erste Fahrer, dem der Doppelsieg gelang (bei den Frauen hatte dies Leontien van Moorsel 2000 geschafft).
Hinter Evenepoel kämpfte Madouas bei schwindendem Vorsprung allein um seinen zweiten Platz und konnte diesen knapp verteidigen, auch weil sein Landsmann Laporte das Tempo der Verfolgergruppe kontrollierte, die daher anwuchs. Laporte gewann den Sprint um die Bronzemedaille vor Attila Valter, der sich auch über einen vierten Platz freuen konnte. Van der Poel kam als Zwölfter ins Ziel, van Aert nach einem späten Sturz auf Rang 37.
Evenepoels Leistung wurde allgemein gewürdigt; Le Monde befand, er habe sich in den Pantheon der Radsportgeschichte erhoben, und Eddy Merckx pries ihn als einen der stärksten belgischen Fahrer aller Zeiten. Aber auch die belgische Teamstärke wurde als entscheidender Faktor angesehen, insbesondere gegenüber Mathieu van der Poel. Überlegungen, den Parcours, der allein auf den Straßen von Paris rund 500.000 Zuschauer angezogen hatte, anstelle der Champs-Élysées in die Tour de France aufzunehmen, wurden zunächst abschlägig beschieden; dies sei mit dem größeren Fahrerfeld logistisch nicht möglich und auch den betroffenen Einwohnern nicht zuzumuten. Einige Monate später wurde jedoch bekannt, dass der Montmartre eine Rolle in der Tour de France 2025 spielen solle. Die Schlussetappe der Tour 2025 überquerte dreimal den Montmartre und endete mit dem Sieg Wout van Aerts.

## Ergebnis

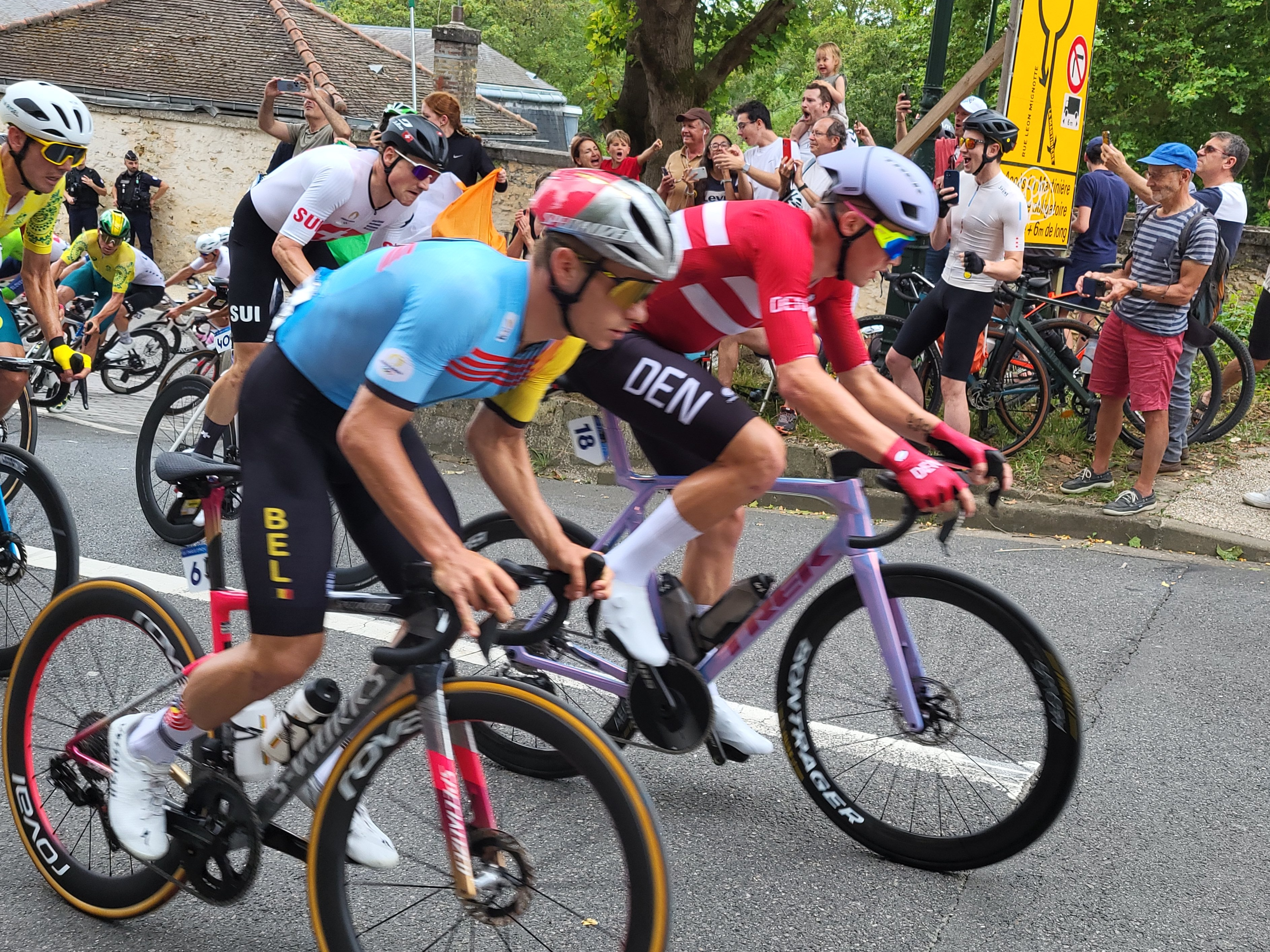
Der spätere Sieger Remco Evenepoel (vorn im Bild) während des Rennens

3. August 2024, Start: 11:00 Uhr
| Rang                 | Name                          | Nation                 | Zeit        |
| -------------------- | ----------------------------- | ---------------------- | ----------- |
| 1                    | Remco Evenepoel               | Belgien                | 6:19:34 h   |
| 2                    | Valentin Madouas              | Frankreich             | + 1:11 min  |
| 3                    | Christophe Laporte            | Frankreich             | + 1:16 min  |
| 4                    | Attila Valter                 | Ungarn                 | + 1:16 min  |
| 5                    | Toms Skujiņš                  | Lettland               | + 1:16 min  |
| 6                    | Marco Haller                  | Österreich             | + 1:16 min  |
| 7                    | Stefan Küng                   | Schweiz                | + 1:16 min  |
| 8                    | Jan Tratnik                   | Slowenien              | + 1:16 min  |
| 9                    | Matteo Jorgenson              | Vereinigte Staaten     | + 1:16 min  |
| 10                   | Ben Healy                     | Irland                 | + 1:20 min  |
| 11                   | Julian Alaphilippe            | Frankreich             | + 1:25 min  |
| 12                   | Mathieu van der Poel          | Niederlande            | + 1:49 min  |
| 13                   | Thomas Pidcock                | Großbritannien         | + 1:50 min  |
| 14                   | Mathias Vacek                 | Tschechien             | + 1:51 min  |
| 15                   | Michael Matthews              | Australien             | + 2:13 min  |
| 16                   | Marc Hirschi                  | Schweiz                | + 2:13 min  |
| 17                   | Mattias Skjelmose Jensen      | Dänemark               | + 2:13 min  |
| 18                   | Alex Aranburu                 | Spanien                | + 2:13 min  |
| 19                   | Santiago Buitrago             | Kolumbien              | + 2:15 min  |
| 20                   | Mads Pedersen                 | Dänemark               | + 2:20 min  |
| 21                   | Jasper Stuyven                | Belgien                | + 2:20 min  |
| 22                   | Juan Ayuso                    | Spanien                | + 2:20 min  |
| 23                   | Alberto Bettiol               | Italien                | + 2:20 min  |
| 24                   | Brandon McNulty               | Vereinigte Staaten     | + 2:20 min  |
| 25                   | Daniel Felipe Martínez        | Kolumbien              | + 2:20 min  |
| 26                   | Felix Großschartner           | Österreich             | + 2:20 min  |
| 27                   | Corbin Strong                 | Neuseeland             | + 2:57 min  |
| 28                   | Maximilian Schachmann         | Deutschland            | + 2:59 min  |
| 29                   | Lukáš Kubiš                   | Slowakei               | + 3:42 min  |
| 30                   | Madis Mihkels                 | Estland                | + 3:42 min  |
| 31                   | Stephen Williams              | Großbritannien         | + 3:42 min  |
| 32                   | Simon Clarke                  | Australien             | + 3:42 min  |
| 33                   | Nélson Oliveira               | Portugal               | + 3:42 min  |
| 34                   | Kévin Vauquelin               | Frankreich             | + 3:42 min  |
| 35                   | Oier Lazkano                  | Spanien                | + 3:42 min  |
| 36                   | Dylan van Baarle              | Niederlande            | + 3:42 min  |
| 37                   | Wout van Aert                 | Belgien                | + 3:47 min  |
| 38                   | Luka Mezgec                   | Slowenien              | + 7:23 min  |
| 39                   | Laurence Pithie               | Neuseeland             | + 7:23 min  |
| 40                   | Alex Kirsch                   | Luxemburg              | + 7:23 min  |
| 41                   | Michael Woods                 | Kanada                 | + 7:23 min  |
| 42                   | Magnus Sheffield              | Vereinigte Staaten     | + 7:23 min  |
| 43                   | Fred Wright                   | Großbritannien         | + 7:23 min  |
| 44                   | Derek Gee                     | Kanada                 | + 7:23 min  |
| 45                   | Jhonatan Narváez              | Ecuador                | + 7:23 min  |
| 46                   | Rui Costa                     | Portugal               | + 7:23 min  |
| 47                   | Joshua Tarling                | Großbritannien         | + 7:23 min  |
| 48                   | Tiesj Benoot                  | Belgien                | + 7:23 min  |
| 49                   | Biniam Girmay                 | Eritrea                | + 7:23 min  |
| 50                   | Luca Mozzato                  | Italien                | + 7:23 min  |
| 51                   | Ben O’Connor                  | Australien             | + 7:23 min  |
| 52                   | Alexei Luzenko                | Kasachstan             | + 7:23 min  |
| 53                   | Orluis Aular                  | Venezuela              | + 7:23 min  |
| 54                   | Eduardo Sepúlveda             | Argentinien            | + 8:57 min  |
| 55                   | Eric Fagúndez                 | Uruguay                | + 8:57 min  |
| 56                   | Yukiya Arashiro               | Japan                  | + 8:57 min  |
| 57                   | Sainbajaryn Dschambaldschamts | Mongolei               | + 8:57 min  |
| 58                   | Jakob Söderqvist              | Schweden               | + 14:22 min |
| 59                   | Michael Mørkøv                | Dänemark               | + 16:57 min |
| 60                   | Ryan Mullen                   | Irland                 | + 16:57 min |
| 61                   | Stanisław Aniołkowski         | Polen                  | + 18:29 min |
| 62                   | Itamar Einhorn                | Israel                 | + 19:53 min |
| 63                   | Søren Wærenskjold             | Norwegen               | + 19:53 min |
| 64                   | Ognjen Ilić                   | Serbien                | + 19:53 min |
| 65                   | Kim Eu-ro                     | Südkorea               | + 19:53 min |
| 66                   | Anatolij Budjak               | Ukraine                | + 19:53 min |
| 67                   | Franklin Archibold            | Panama                 | + 19:53 min |
| 68                   | Lyu Xianjing                  | China                  | + 19:53 min |
| 69                   | Ryan Gibbons                  | Südafrika              | + 19:53 min |
| 70                   | Nils Politt                   | Deutschland            | + 19:55 min |
| 71                   | Vinicius Rangel               | Brasilien              | + 19:57 min |
| 72                   | Daan Hoole                    | Niederlande            | + 21:43 min |
| 73                   | Mikkel Bjerg                  | Dänemark               | + 21:43 min |
| 74                   | Tobias Foss                   | Norwegen               | + 21:43 min |
| 75                   | Georgios Bouglas              | Griechenland           | + 25:59 min |
| 76                   | Ali Labib                     | Iran                   | + 26:59 min |
| 77                   | Charles Kagimu                | Uganda                 | + 31:15 min |
| Nicht in der Wertung |                               |                        |             |
| —                    | Eric Manizabayo               | Ruanda                 | DNF         |
| —                    | Vincent Lau Wan-yau           | Hongkong               | DNF         |
| —                    | Burak Abay                    | Türkei                 | DNF         |
| —                    | Thanakhan Chaiyasombat        | Thailand               | DNF         |
| —                    | Nikita Tsvetkov               | Usbekistan             | DNF         |
| —                    | Yacine Hamza                  | Algerien               | DNF         |
| —                    | Christopher Rougier-Lagane    | Mauritius              | DNF         |
| —                    | Achraf Ed Doghmy              | Marokko                | DNF         |
| —                    | Jewgeni Fedorow               | Kasachstan             | DNF         |
| —                    | Gleb Syriza                   | Indiv. neutr. Athleten | DNF         |
| —                    | Elia Viviani                  | Italien                | DNF         |
| —                    | Domen Novak                   | Slowenien              | DNF         |
| —                    | Matej Mohorič                 | Slowenien              | DNF         |